# Negușeni
Negușeni – wieś w Rumunii, w okręgu Bacău, w gminie Roșiori. W 2011 roku liczyła 70 mieszkańców.